# Transient Receptor Potential Vanilloid 1
Der Transiente Rezeptor-Potential-Kationenkanal der Unterfamilie V (für vanilloid), Subtyp 1 (kurz TRPV1, von "transient receptor potential cation channel subfamily V member 1"), veraltet Vanilloid Receptor 1 (VR1) oder Capsaicin-Rezeptor, ist ein Ionenkanal in den sensorischen Nervenzellen des zentralen und peripheren Nervensystems der Wirbeltiere, der als "Schmerzrezeptor" für die Wahrnehmung einer Reihe aktuell oder potenziell gewebeschädigender, häufig schmerzhafter Reize verantwortlich ist. Wegen seiner Bedeutung für die Schmerzentstehung gilt TRPV1 als wichtiges Untersuchungsobjekt bei der Entwicklung neuer Analgetika für den Menschen. Weiterhin spielt der Rezeptor eine Rolle bei der Empfindung geschmacklicher Schärfe.
Die Transportgleichung lautet:
Ca2+außen   {\displaystyle \longrightarrow }   Ca2+innen

## Allgemeines

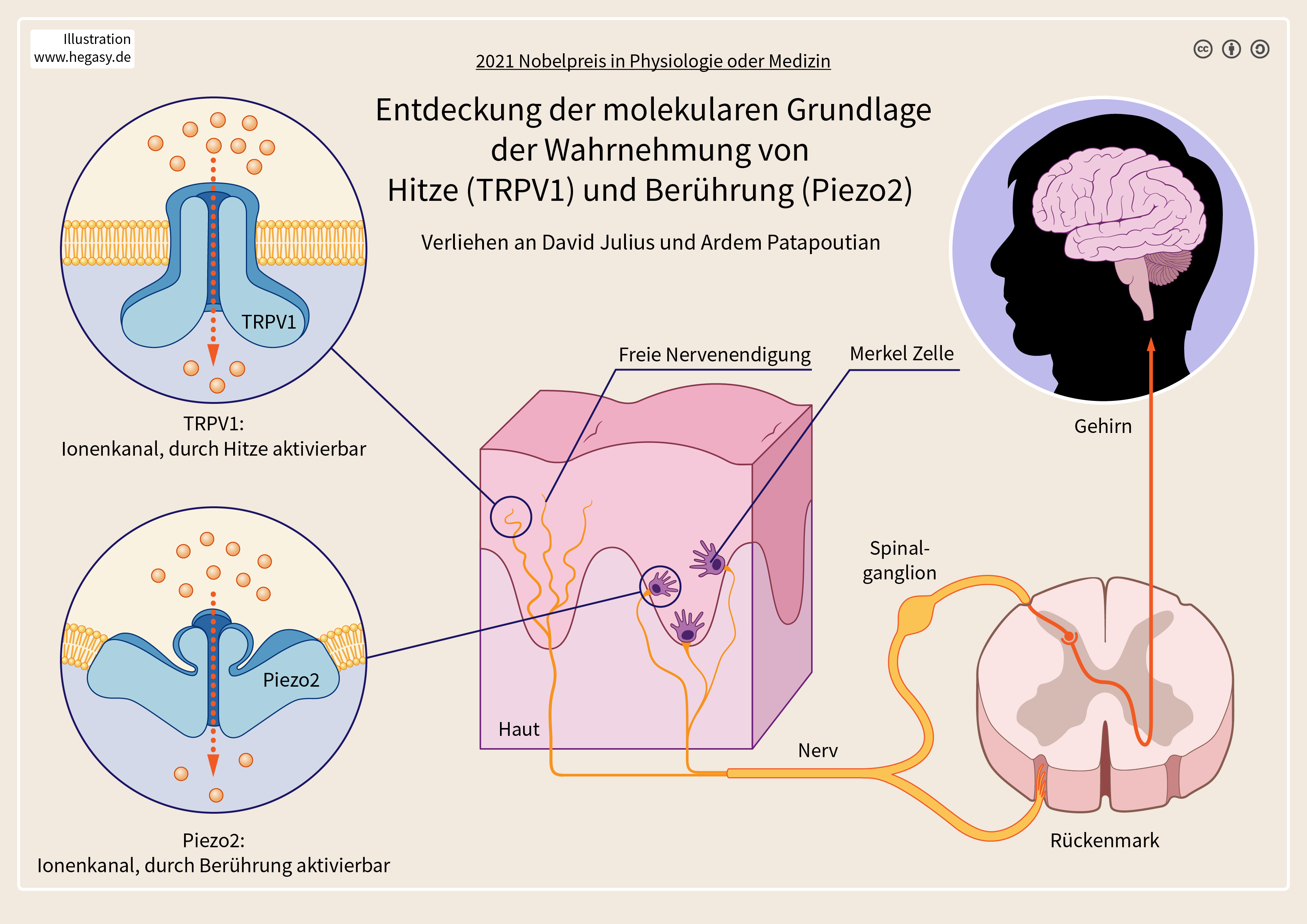
Nobelpreis in Physiologie oder Medizin 2021: Die molekulare Grundlage der Wahrnehmung von Hitze (TRPV1) und Berührung (Piezo2)

TRPV1 ist ein Transmembranprotein in den Nervenzellen des zentralen und peripheren Nervensystems, das zur Familie der TRP-Ionenkanäle gehört. Man nimmt an, dass TRPV1 zumeist als Tetramer aus vier identischen Untereinheiten von beim Menschen jeweils 839 Aminosäuren Länge auftritt, in deren Mitte sich eine verschließbare Pore befindet. Der Rezeptor wurde 1997 das erste Mal  beschrieben. 2008 konnte eine Strukturbild von TRPV1 mittels Kryoelektronenmikroskopie erzeugt werden. 2021 wurde David Julius (zusammen mit Ardem Patapoutian) der Nobelpreis für Physiologie oder Medizin für die Entdeckung des Rezeptors TRPV1 zugesprochen.

## Funktionsweise
TRPV1 kann durch eine Reihe meist als schädlich wahrgenommener Einflüsse aktiviert werden. Hierzu zählen hohe Temperaturen über 42 bzw. 43 °C und ein erniedrigter pH-Wert unter 5,9. Der Rezeptor ist weiterhin empfindlich gegenüber bestimmten aktivierenden Substanzen, so genannten Agonisten, als deren bekanntester Vertreter das schärfevermittelnde Capsaicin aus Paprika- und Chilischoten  gilt. TRPV1 wird durch Psalmotoxine, Vanillotoxine, DkTx und RhTx aktiviert.
Bei der Aktivierung kommt es zur Öffnung der Rezeptorpore, sodass die Zellmembran durchlässig für Calciumionen wird. Durch die daraus folgende Depolarisation der Zellmembran wird ein Aktionspotential ausgelöst, das sich über die Nervenbahnen fortpflanzt und im Gehirn zur Schmerzwahrnehmung führt.

## Entwicklung von Schmerzmedikamenten
Wegen seiner Rolle bei der Schmerzwahrnehmung gilt TRPV1 als wichtiger Ansatzpunkt bei der Entwicklung neuer Analgetika. In der Literatur beschrieben ist etwa die Verabreichung von Capsaicin an schmerzgeplagte Patienten. Durch die dauerhafte Reizung des Rezeptors kommt es zur Desensibilisierung und folglich zur verminderten Empfindlichkeit gegenüber den von TRPV1 vermittelten Schmerzreizen.
Ein weiterer Ansatz besteht in der Gabe von Antagonisten. Das sind Stoffe, die die Öffnung der Rezeptorpore durch biospezifische Wechselwirkung mit dem TRPV1-Rezeptor verhindern. Hierdurch können keine Calciumionen mehr durch die Membran hindurchtreten und die Entstehung eines schmerzauslösenden Aktionspotentials wird verhindert. Die Entwicklung neuer TRPV1-Antagonisten zum Einsatz in der Schmerztherapie war und ist Gegenstand von Forschungsprogrammen der pharmazeutischen Industrie. Als problematisch bei der klinischen Erprobung einiger Wirkstoffkandidaten hat sich erwiesen, dass es vereinzelt zum bedrohlichen Anstieg der Körpertemperatur gekommen ist. Weiterhin wird von einer geringeren Hitzeempfindlichkeit der Versuchspersonen berichtet, was das Risiko von Verbrennungen in Alltagssituationen (z. B. Hand auf Herdplatte) steigern könnte.